# Anuthafunkdafiedtantrum
Albums de Da Brat
Anuthatantrum
(1996) Unrestricted
(2000)
Anuthafunkdafiedtantrum est un album de remixes de Da Brat, sorti le 17 décembre 1996.
L'album est constitué de remixes des meilleures chansons de ses deux albums précédents, Funkdafied et Anuthatantrum.

## Liste des titres

### Disque 1:Anuthatantrum
| No | Titre                              | Durée |
| -- | ---------------------------------- | ----- |
| 1. | Sittin' on Top of the World        | 3:58  |
| 2. | Let's All Get High                 | 3:44  |
| 3. | Just a Little Bit More             | 3:29  |
| 4. | Keepin' It Live                    | 3:37  |
| 5. | Ghetto Love                        | 3:25  |
| 6. | Sittin' on Top of the World, Pt. 2 | 3:55  |

### Disque 2:Funkdafied
| No | Titre                      | Durée |
| -- | -------------------------- | ----- |
| 1. | Funkdafied                 | 3:05  |
| 2. | Fa All Y'all               | 3:20  |
| 3. | Mind Blowin'               | 4:31  |
| 4. | Give It 2 You              | 3:10  |
| 5. | Funkdafied (D.J. Club Mix) | 3:46  |
| 6. | Fa All Y'All (Remix)       | 3:12  |
| 7. | Da B Side (Squeaky Clean)  | 3:43  |